# Online Film Critics Society Awards/Bestes adaptiertes Drehbuch
Der Online Film Critics Society Award für das beste adaptierte Drehbuch wird seit 1998 (Ausnahme: 2000) jedes Jahr verliehen.

## Statistik
| Statistik                                 |                                             |
| Am häufigsten honorierter Autor           | Alexander Payne und Jim Taylor (je 2 Siege) |
| Am häufigsten nominierter Autor mit Sieg  | Alexander Payne (4 Nominierungen)           |
| Am häufigsten nominierter Autor ohne Sieg | Eric Roth (4 Nominierungen)                 |

## Gewinner und Nominierte
Alle Nominierten eines Jahres sind angeführt, der Sieger steht jeweils zuoberst.

### 1997 bis 1999
1998
Out of Sight – Scott Frank
Mit aller Macht – Elaine May
Ein einfacher Plan – Scott B. Smith
1999
Election – Alexander Payne und Jim Taylor
Fight Club – Jim Uhls
The Green Mile – Frank Darabont
Insider – Eric Roth und Michael Mann
Der talentierte Mr. Ripley – Anthony Minghella

### 2001 bis 2009
2001
Memento – Christopher Nolan
In the Bedroom – Todd Field und Robert Festinger
A.I. – Künstliche Intelligenz – Steven Spielberg
Der Herr der Ringe: Die Gefährten – Fran Walsh, Philippa Boyens und Peter Jackson
Ghost World – Terry Zwigoff und Daniel Clowes
2002
Adaption – Der Orchideen-Dieb – Charlie Kaufman
About Schmidt – Alexander Payne und Jim Taylor
Catch Me If You Can – Jeff Nathanson
Der Herr der Ringe: Die zwei Türme – Fran Walsh, Philippa Boyens, Stephen Sinclair und Peter Jackson
Minority Report – Scott Frank und Jon Cohen
2003
Der Herr der Ringe: Die Rückkehr des Königs – Philippa Boyens, Peter Jackson und Fran Walsh
American Splendor – Shari Springer Berman und Robert Pulcini
Bubba Ho-Tep – Don Coscarelli
Mystic River – Brian Helgeland
Shattered Glass – Billy Ray
2004
Sideways – Alexander Payne und Jim Taylor
Before Sunset – Richard Linklater, Julie Delpy und Ethan Hawke
Hautnah (Closer) – Patrick Marber
Million Dollar Baby – Paul Haggis
Die Reise des jungen Che – José Rivera
2005
Brokeback Mountain – Larry McMurtry und Diana Ossana
Der ewige Gärtner – Jeffrey Caine
Capote – Dan Futterman
München – Tony Kushner und Eric Roth
A History of Violence – Josh Olson
2006
Children of Men – Alfonso Cuarón, Timothy J. Sexton, David Arata, Mark Fergus und Hawk Ostby
Departed – Unter Feinden – William Monahan
Little Children – Todd Field und Tom Perrotta
Prestige – Die Meister der Magie – Jonathan Nolan, Christopher Nolan und Christopher Priest
Thank You for Smoking – Jason Reitman und Christopher Buckley
2007
No Country for Old Men – Ethan und Joel Coen
Abbitte (Atonement) – Christopher Hampton
Schmetterling und Taucherglocke – Ronald Harwood
There Will Be Blood – Paul Thomas Anderson
Zodiac – Die Spur des Killers – James Vanderbilt
2008
So finster die Nacht – John Ajvide Lindqvist
Der seltsame Fall des Benjamin Button – Eric Roth
The Dark Knight – Jonathan Nolan und Christopher Nolan
Frost/Nixon – Peter Morgan
Slumdog Millionär – Simon Beaufoy
2009
Der fantastische Mr. Fox – Wes Anderson und Noah Baumbach
District 9 – Neill Blomkamp und Terri Tatchell
Kabinett außer Kontrolle (In the Loop) – Simon Blackwell, Armando Iannucci, Jesse Armstrong und Tony Roche
Up in the Air – Jason Reitman und Sheldon Turner
Wo die wilden Kerle wohnen – Spike Jonze und Dave Eggers

### 2010 bis 2019
2010
The Social Network – Aaron Sorkin
127 Hours – Danny Boyle und Simon Beaufoy
Scott Pilgrim gegen den Rest der Welt – Michael Bacall und Edgar Wright
True Grit – Ethan und Joel Coen
Winter’s Bone – Debra Granik und Anne Rosellini
2011
Dame, König, As, Spion – Peter Straughan und Bridget O’Connor
We Need to Talk About Kevin – Lynne Ramsay und Rory Kinnear
Die Kunst zu gewinnen – Moneyball – Aaron Sorkin und Steven Zaillian
The Descendants – Familie und andere Angelegenheiten – Jim Rash, Alexander Payne und Nat Faxon
Drive – Hossein Amini
2012
Argo – Chris Terrio
Beasts of the Southern Wild – Lucy Alibar und Benh Zeitlin
Cloud Atlas – Andy Wachowski, Lana Wachowski und Tom Tykwer
Cosmopolis – David Cronenberg
Lincoln – Tony Kushner
2013
12 Years a Slave – John Ridley
Before Midnight – Richard Linklater, Julie Delpy und Ethan Hawke
In ihrem Haus (Dans la maison) – François Ozon und Juan Mayorga
Short Term 12 – Stille Helden (Short Term 12) – Destin Daniel Cretton
Wie der Wind sich hebt (Kaze Tachinu) – Hayao Miyazaki
2014
Gone Girl – Das perfekte Opfer – Gillian Flynn
Inherent Vice – Natürliche Mängel – Paul Thomas Anderson
Snowpiercer – Bong Joon-ho und Kelly Masterson
Under the Skin – Jonathan Glazer und Walter Campbell
Wir sind die Besten (Vi är bäst!) – Lukas Moodysson
2015
Carol – Phyllis Nagy
Brooklyn – Eine Liebe zwischen zwei Welten  – Nick Hornby
Der Marsianer – Rettet Mark Watney (The Martian) – Drew Goddard
Raum (Room) – Emma Donoghue
Steve Jobs – Aaron Sorkin
2016
Arrival – Eric Heisserer und Ted Chiang
Elle – David Birke und Philippe Djian
Love & Friendship – Whit Stillman
Moonlight – Barry Jenkins und Tarell Alvin McCraney
Nocturnal Animals – Tom Ford
2017
Call Me by Your Name – James Ivory
Die Verführten (The Beguiled) – Sofia Coppola
The Disaster Artist – Scott Neustadter und Michael H. Weber
Die versunkene Stadt Z (The Lost City of Z) – James Gray
Molly’s Game – Alles auf eine Karte – Aaron Sorkin
2018
If Beale Street Could Talk – Barry Jenkins
BlacKkKlansman – Charlie Wachtel, David Rabinowitz, Kevin Willmott und Spike Lee
Can You Ever Forgive Me? – Nicole Holofcener und Jeff Whitty
Leave No Trace – Debra Granik und Anne Rosellini
Widows – Tödliche Witwen – Gillian Flynn und Steve McQueen
2019
The Irishman – Steven Zaillian
Der wunderbare Mr. Rogers (A Beautiful Day in the Neighborhood) – Micah Fitzerman-Blue und Noah Harpster
Hustlers – Lorene Scafaria
Jojo Rabbit – Taika Waititi
Little Women – Greta Gerwig

### Ab 2020
2020
Nomadland – Chloé Zhao
First Cow – Jonathan Raymond und Kelly Reichardt
I’m Thinking of Ending Things – Charlie Kaufman
Ma Rainey’s Black Bottom – Ruben Santiago-Hudson
One Night in Miami – Kemp Powers
2021
The Power of the Dog – Jane Campion
Drive My Car – Ryūsuke Hamaguchi und Takamasa Ōe
Dune – Jon Spaihts, Denis Villeneuve und Eric Roth
Frau im Dunkeln (The Lost Daughter) – Maggie Gyllenhaal
Seitenwechsel (Passing) – Rebecca Hall
2022
Glass Onion: A Knives Out Mystery – Rian Johnson
Die Aussprache (Women Talking) – Sarah Polley
Guillermo del Toros Pinocchio – Guillermo del Toro, Patrick McHale und Matthew Robbins
She Said – Rebecca Lenkiewicz
Weißes Rauschen (White Noise) – Noah Baumbach
2023
Oppenheimer – Christopher Nolan
Amerikanische Fiktion – Cord Jefferson
Killers of the Flower Moon – Eric Roth und Martin Scorsese
Poor Things – Tony McNamara
The Zone of Interest – Jonathan Glazer
2024
Konklave – Peter Straughan
Dune: Part Two – Denis Villeneuve, Jon Spaihts und Craig Mazin
Nickel Boys – RaMell Ross und Joslyn Barnes
Nosferatu – Der Untote – Robert Eggers
Sing Sing – Greg Kwedar, Clint Bentley und Clarence Maclin